# Sherlock Holmes: Crimes & Punishments
Sherlock Holmes: Crimes & Punishments é um jogo de aventura da série Adventures of Sherlock Holmes desenvolvido pela Frogwares e publicado por Focus Home Interactive para Microsoft Windows, PlayStation 3, PlayStation 4, Xbox 360 e Xbox One em 2014.
Os acontecimentos do jogo envolvem o famoso detetive Sherlock Holmes e se passam nos subúrbios da cidade de Londres entre 1894 e 1895 e são baseados nas histórias originais do escritor britânico Arthur Conan Doyle. O título do jogo é uma brincadeira com o título (em inglês) do livro Crime e Castigo, do escritor russo Fiódor Dostoiévski.
O jogo é o primeiro da série a usar o Unreal Engine 3 e é separado nos seguintes seis casos:
- The Fate of Black Peter
- The Riddle on the Rails
- The Blood Bath
- The Abbey Grange Affair
- The Kew Gardens Drama
- A Half Moon Walk

## Recepção
Sherlock Holmes: Crimes & Punishments recebeu críticas positivas com notas acima da média em site agregadores de notas e reviews como Metacritic e IGN.